# Aquerusia
Aquerusia (en griego antiguo 'Αχερουσια λιμνη o 'Αχερουσις) es el nombre dado en la mitología griega por los antiguos a varios lagos o pantanos que, como los diversos ríos de nombre Aqueronte, se creyó en algunos momentos que estaban relacionados con el Inframundo, hasta que finalmente pasó a ubicarse en él.
El lago al que parece que se asoció por primera vez este creencia fue el Aquerusia en Tesprotia, a través del cual fluía el río Aqueronte. Otros lagos o pantanos del mismo nombre, y de los que se creía que estaban relacionados con el inframundo, estaban cerca de Hermíone en la Argólida, cerca de Heraclea en Bitinia, entre Cumas y el cabo Miseno en Campania, y por último en Egipto, cerca de Menfis.
En la mitología griega se daba el nombre a una caverna subterránea, a través de la cual Heracles arrastró a Cerbero en uno de sus doce trabajos.
El lago Aquerusia ya no existe debido a que fue drenado en la década de los años 60 por la compañía británica Boots Ltd, y una red compleja de canales de riego atraviesa la llanura Ammoudia.
Aqueronte, en la mitología, el "reino de Hades" (la llanura actual del ex municipio de Fanari). Se extiende desde el pueblo de Hoika hasta el mar y desde Hoika hasta Paramythia (los Campos Elíseos - Prado de los Asfódelos). Está atravesado por el río Aqueronte y sus afluentes, Flegetonte y Cocito.
En el río Aqueronte, se creía que había una de las entradas al inframundo. Caronte (hijo de Érebos y Nicte) era el dios y barquero que transportaba las almas de los muertos hacia el palacio de Hades y recibía como pago un óbolo que los familiares del difunto depositaban en los labios de los difuntos.
```
En el abismo del Tártaro se encontraba el guardián Cerbero, un enorme perro de tres cabezas con cola de león que terminaba en serpiente, y su cuerpo y cabello estaban llenos de serpientes (en las monedas de Elea de Tesalia vemos representaciones de Cerbero). Las almas comparecían ante el tribunal del inframundo compuesto por Hades, Alastor, Minos, Radamantis y Eaco que juzgaban las acciones del difunto a lo largo de toda su vida.
```

Según la mitología, descendieron al Inframundo héroes tan famosos cómo Orfeo, rey de Tracia, para traer de vuelta a su esposa Eurídice; Hércules, Teseo, Psique entre otros.